# Millie Small
Pour les articles homonymes, voir Small.
Millicent Dolly May Small, connue comme Millie Small, née le 6 octobre 1947 dans la paroisse de Clarendon (Jamaïque) et morte le 5 mai 2020 à Londres (Royaume-Uni), est une chanteuse et compositrice jamaïcaine, surtout connue pour son enregistrement de 1964 de My Boy Lollipop, qui a atteint le numéro deux dans le UK Singles Chart et le Billboard Hot 100 des États-Unis.
Sur ses disques britanniques, elle était généralement créditée sous le nom de Millie.